# Pseudohydrosme
Pseudohydrosme – rodzaj bylin, geofitów, należący do rodziny obrazkowatych, liczący 2 gatunki endemiczne dla Gabonu: Pseudohydrosme buettneri Engl. i Pseudohydrosme gabunensis Engl. Nazwa naukowa rodzaju została utworzona za pomocą pochodzącego z języka greckiego ψευδής (pseudos – fałszywy), dodanego do nazwy rodzaju roślin z rodziny obrazkowatych Hydrosme (obecnie jest to synonim rodzaju dziwidło) i odnosi się do rzekomego podobieństwa obu rodzajów roślin. Rośliny zapylane są przez chrząszcze z rodzin Scaphidiidae i kusakowatych oraz muchówki z rodzin Choridae i Sphaeroceridae.

## Morfologia
PokrójDuże, przechodzące okres spoczynku w porze suchej, rośliny zielne.
ŁodygaSpłaszczona, kulista bulwa pędowa.
LiścieRośliny tworzą pojedynczy liść właściwy na krótkim, pokrytym kolcami ogonku, u nasady otoczonym katafilami, o długości 4–5 cm i szerokości 1–2 cm. Blaszka liściowa u młodych roślin prosta, strzałkowato-oszczepowata lub podzielona wąskimi szczelinami na 3 odwrotnie trójkątne segmenty, u roślin dorosłych trójsieczna, o dwudzielnie- lub pierzastozłożonych listkach. Nerwacja pierzasta.
KwiatyRośliny jednopienne, tworzące pojedynczy kwiatostan typu kolbiastego pseudancjum. Szypułka krótka, 3-centymetrowa. Pochwa kwiatostanu duża, o długości 40 cm, podłużno-jajowato-eliptyczna, w dolnej części zwinięta, w górnej lejkowata, szeroko otwarta z odwiniętymi brzegami; z zewnątrz kremowo-żółtawa, wewnątrz czerwonawo-brązowa z kremowo-żółtawymi marginesami. Kolba krótka, o długości 9 cm, siedząca, pokryta kwiatami płodnymi na całej długości (P. gabunensis) lub z wyrostkiem pokrytym prątniczkami (P. buettneri). Kwiaty męskie 2-5-pręcikowe, siedzące. Pylniki połączone szerokim łącznikiem. Zalążnie 2-komorowe. W każdej komorze znajduje się pojedynczy, anatropowy, zalążek. Znamiona słupków grube, dyskowate, osadzone na krótkim znamieniu.
OwoceOwocostan składa się z jagód.
GenetykaLiczba chromosomów 2n = 40.

## Systematyka
Według Wilberta Hetterscheida z The International Aroid Society różnice między rodzajem Pseudohydrosme i Anchomanes są taksonomicznie trywialne i rodzaje te powinny zostać połączone. Jedyną różnicą morfologiczną między oboma rodzajami, poza długością ogonka liściowego, jest liczba komór zalążni (odpowiednio 2 i 1). Nadto gatunek P. buettneri, odnaleziony przez Englera w 1884 r. i opisany w 1892 r., nie został od tego czasu znaleziony na wskazanych siedliskach (w przeciwieństwie do występującego w tych samych miejscach P. gabunensis) i prawdopodobnie został on błędnie wyodrębniony lub wymarł.
Rodzaj należy do plemienia Nephthytideae i podrodziny Aroideae z rodziny obrazkowatych.